# Tortoman (gmina)
Tortoman – gmina w Rumunii, w okręgu Konstanca. Obejmuje miejscowości Dropia i Tortoman. W 2011 roku liczyła 1697 mieszkańców.